# Ray MacSharry

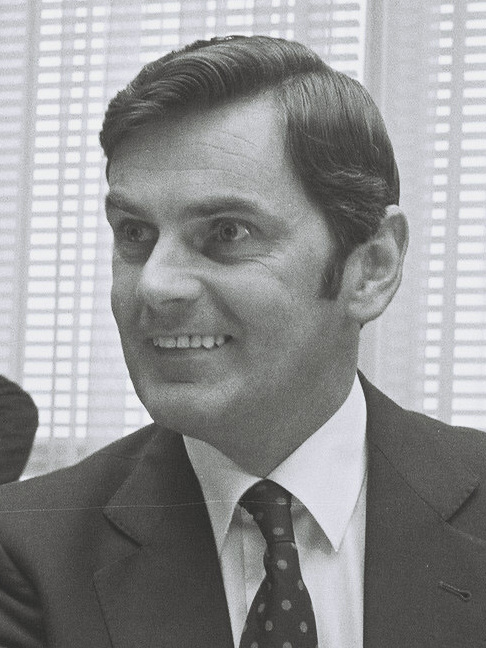
Ray MacSharry, mayo 1980

Raymond Ray MacSharry (irlandés: Reamon Mac Searraigh; nació 29 de abril de 1938) es un expolítico irlandés. Fue parlamentario del Fianna Fail por Sligo - Leitrim-entre 1969 y 1988, período durante el cual ocupó brevemente el puesto de Tánaiste (Adjunto al Taoiseach).

## Ministerial de la carrera
Ray MacSharry nació en el condado de Sligo. Se formó a nivel local (incluyendo el gasto algún tiempo en la Escuela Summerhill) y se convirtió en un transportista y un ejecutivo de la pequeña empresa. Se involucró en la política local y fue elegido por primera vez para el Dáil Éireann en 1969 en las elecciones generales para la circunscripción de Sligo-Leitrim. En 1979 fue nombrado Ministro de Estado en los Despachos de Finanzas y de Obras Públicas, el rango inferior de los puestos gubernamentales de Irlanda por debajo de rango de gabinete, a menudo llamado Junior Ministros. En diciembre de 1979, Charles Haughey fue elegido líder de Fianna Fáil. Más tarde fue recompensado por esta lealtad al convertirse en Ministro de Agricultura en el primer gobierno de Haughey. En 1982 MacSharry llegó a ocupar el cargo de Tánaiste y fue nombrado Ministro de Finanzas.

## Escuchas escándalo en 1983
En 1983 presentó su dimisión al frente del Fianna Fáil debido a la polémica de las escuchas telefónicas, cuando se supo que como Tánaiste y Ministro de Finanzas, que había pedido prestadas a la policía grabadoras para utilizarlas en conversaciones secretas con un colega del gabinete. MacSharry se defendió diciendo que los rumores fueron barrer la parte que podía ser 'comprado' (sobornados) para apoyar los esfuerzos por deponer Haughey, afirmó que el equipo utilizado para registrar todos los intentos realizados para ofrecer sobornos. El escándalo obstante, se centró principalmente en la decisión adoptada por el ministro de Justicia, Seán Doherty, a los teléfonos de error de dos líderes políticos a los periodistas descubrir sus fuentes de lucha contra Haughey. MacSharry secundaria, pero fue un gran escándalo de la víctima, ya que el equipo había utilizado había sido proporcionada por Doherty, que se le había solicitado que desde Asistente de la Garda (Policía) Comisionado Joseph Ainsworth. Ainsworth también fue obligado a dimitir cuando el escándalo llegó a los titulares.

## Comisario de la UE
En 1984, se inició la rehabilitación de MacSharry en que fue elegido para el Parlamento Europeo. En 1987 volvió al poder Haughey y MacSharry fue nombrado para el cargo de Ministro de Hacienda. Se comprometió a poner orden en las finanzas públicas y corregir la mala situación económica. Su despiadado recorte del gasto público le hizo ganarse el apodo de Mack el cuchillo. MacSharry posteriormente fue recompensado por Haughey con el nombramiento de Comisionado de la CE (actualmente conocida como Comisario de la UE). 
MacSharry es bien conocido como el primer comisario de agricultura en elaborar un compromiso sobre la reforma de la Política Agrícola Común en 1992. Las reformas MacSharry en que se conozcan, marca el punto de inflexión entre la "vieja" política de la PAC, y la "nueva", aunque muchos otros siguieron sus reformas.

## Ray, Charles y Diana
Como Comisario, se vio envuelto en la disputa entre Carlos de Inglaterra y la Princesa Diana, cuando el Príncipe, en nombre del Reino Unido, asistió a una función pública con MacSharry, en lugar de visitar a su hijo, el Príncipe Guillermo, herido en un accidente.

## Negocios y carrera
Ray MacSharry era un candidato idóneo para llegar a ser el líder del Fianna Fáil, pero pronto declaró que no tenía tal ambición. Tras finalizar su mandato como Comisario, MacSharry se retiró de la política para dedicarse a la actividad empresarial. MacSharry ha formado parte de las juntas directivas de empresas como el Banco de Irlanda y Ryanair Holdings. En 1999 fue nombrado presidente de Eircom plc. También es miembro del Comité de Honor del Instituto de Asuntos Europeos. 
Su hijo Marc MacSharry es miembro del Seanad Éireann, mientras que su sobrino Tom MacSharry es Consejero en Sligo Borough Council, ocupando el cargo de Alcalde en 2006/07.
- Datos: Q1388454
- Multimedia: Ray MacSharry / Q1388454